# الميرة شاهتاختينسكايا
الميرة شاهتاختينسكايا (بالأذرية: Elmira Şahtaxtinskaya) - هي فنانة أذريجانية، فنانة الشعب في جمهورية أذربيجان الاشتراكية السوفيتية.

## ولادتها
ولدت الميرة شاهتاختينسكايا في 13 أوكتوبرا عام 1930، في باكو.
وتلقت تعليمها الثانوية في باكو، ثم في مدرسة الرسم الاذربيجانية إسمه عزيم عزيمزاده.
تحرج من مدرسة الرسم بموسكو إسمه سوريكوف في عام 1956.
توفيت الميرة شاهتاختينسكايا في 1996 بباكو، ودفن في الممر الفخري بباكو.

## إبداعها
في عام 1963 حصلت على لقب فنانة حائز على لقب الجدارة جمهورية أذربيجان الاشتراكية السوفيتية وفي عام 1977 حصلت على لقب فنانة الشعب الأذربيجانية. اشتهر الميرة شاهتاختينسكايا في نوع بورتريه.
كرست أعمالها بورتريه المخصصة لأيام اليوبيل لفنانين أذربيجاننين المشهورين حسين جافيد، فكرت عميروف، عزير حاجبايوف، صمد فورغون، ستار بحلولزاده.
المواضيع السلام وصداقة الأمم لديها مكانة هامة في إبداعها.
«في تشيكوسلوفاكيا» 1957، «باكو اشتراكية» 1958-1959، «في بلغاريا» 1963، «الفطائر» 1963، «عيد نوروز» 1970 من لوحاتها الشهيرة.
في«أذربيجان هي أرض الثقافة القديمة» من سلسلة اللوحات، الذين رسمت الميرة شاهتاختينسكايا في السبعينيات، خلقت بورتريهتهم للشخصيات الثقافية والعلماء نصير الدين الطوسي، مهستي الكنجوية، عماد الدين نسيمي، محمد بن سليمان، عجمي نخجواني، سلطان محمد.